# Remersdaal
Remersdaal (Limburgs: Rimmezjdel, Frans: Rémersdael; Waals: Rèbiévå [Rembierval]) is een dorp in de Belgische provincie Limburg en een deelgemeente van Voeren, een faciliteitengemeente. Remersdaal was een zelfstandige gemeente tot aan de gemeentelijke herindeling van 1977 en wordt net als de rest van het Land van Herve gekenmerkt door een zeer verspreide bebouwing.

## Geschiedenis
Remersdaal behoorde tot het hertogdom Limburg, dat in 1288 onderdeel werd van het hertogdom Brabant. Het was verbonden met Homburg. De heerlijkheid was bezit van het huis Van Eynatten.
Tot de opheffing van het hertogdom Limburg einde 18e eeuw hoorde Remersdaal tot de Limburgse hoogbank Montzen. Net als de rest van het hertogdom werd Remersdaal bij de annexatie van de Zuidelijke Nederlanden door de Franse Republiek in 1795 opgenomen in het toen gevormde departement Ourthe. Na de Franse tijd werd dit de Nederlandse, vanaf 1830 Belgische, provincie Luik.
Bij de onafhankelijkheid van België inventariseerde geograaf Philippe Vandermaelen in dit dorp (dat toen ook Homburg omvatte) 151 landelijke woningen, 20 hoeves, twee herenhuizen, 141 hutten, twee kerken, twee gemeentehuizen, drie watermolens, twee kleine kaliumfabrieken, drie siroopfabriekjes en twee scholen. Er waren 1657 inwoners die Duits en Waals spraken. Het inventaris omvat verder details over de natuurlijke omgeving (o.a. enkele wolven), bodems, landbouwproductie en veestapel. Ook het wegennetwerk van toen is beschreven. De omschrijving door Vandermaelen geeft een interessante inkijk in het dagelijkse leven rond 1830.
In 1962, na de wettelijke vastlegging van de taalgrens, ging Remersdaal over naar de provincie Limburg.
Remersdaal was van 1851 tot 1977 een zelfstandige gemeente. Voor 1851 behoorde het tot de gemeente Homburg, Luik, en sinds de laatste gemeentehervorming is het onderdeel van de in 1977 nieuwgevormde gemeente Voeren.
Vroeger lag er bij het Kasteel van Obsinnich de Molen van Obsinnich.

## Politiek

### Lijst van burgemeesters
- 14 januari 1888 (datum van het koninklijk besluit) - 3 november 1926 (tot zijn dood): Clément de Fürstenberg, burgemeester geworden pas twee jaren na zijn naturalisatie[2]
- 6 juli 1927 (datum van het koninklijk besluit) - 2 juni 1950 (tot zijn dood): Adolphe de Fürstenberg, die een aanhanger van de extreemrechtse Rex partij was, maar weigerde de collaborationistische koers van Léon Degrelle te volgen tijdens de Bezetting[2] [3]
- 1950 - 22 oktober 1960 (tot zijn dood): Léon Hollands [4]
- 1960-1971 : Gilles Straetmans[5]
- 19 februari 1971 - 1976 (fusie): André Schmets[5]

## Demografische ontwikkeling
- Bronnen:NIS, Opm:1831 tot en met 1970=volkstellingen; 1976 = inwoneraantal op 31 december

## Geografie
Met 287,5 meter hoogte vormen het Strouvenbos en de Reesberg bij Hagelstein niet alleen de hoogste punten van Voeren en Limburg, maar van heel Vlaanderen. De kern van Remersdaal zelf ligt in een zijdal van de Gulp. Tot Remersdaal behoren ook het eerdergenoemde Hagelstein en het gehucht Opsinnich (ook wel Obsinnich).
Ten noordoosten van het dorp ligt het Beusdalbos op het Plateau van Crapoel, waar de Tunnel van Remersdaal onderdoor gaat ter hoogte van het meest oostelijke punt van Belgisch Limburg. Aansluitend op de tunnel ligt ten noordwesten ervan het Viaduct van Remersdaal over het diepste deel van het Gulpdal.

## Bezienswaardigheden
- Het Hoes, overblijfselen van het Kasteel van Remersdaal.
- Kasteel van Obsinnich, met de voormalige Molen van Obsinnich, op de Gulp
- Sint-Heribertuskerk
- Tunnel van Remersdaal
- Viaduct van Remersdaal, over de Gulp.

## Taal
In tegenstelling tot de vier westelijke dorpen van Voeren wordt het Oost-Voerense dialect van Remersdaal en van Teuven, net als dat van de buurdorpen Aubel en Homburg in het Land van Herve, onder het Platdiets geschaard. Remersdaal is de enige deelgemeente van Voeren waar het Frans als kerktaal geldt. Het dorp is van kerktaal veranderd (van het Nederlands naar het Frans) in de tijd van de overheveling naar Limburg. De pastoor van het dorp was toentertijd een Nederlander, die de wens van een meerderheid van de dorpelingen volgde om de kerktaal te veranderen.
In 2019 sprak 80% van de inwoners Frans.

## Vervoer
Van 1921 tot 1957 had het dorp aan spoorlijn 24 zijn eigen station Remersdaal in het gehucht Obsinnich.

## Nabijgelegen kernen
Teuven, Sippenaeken, Homburg, Aubel

## Galerij

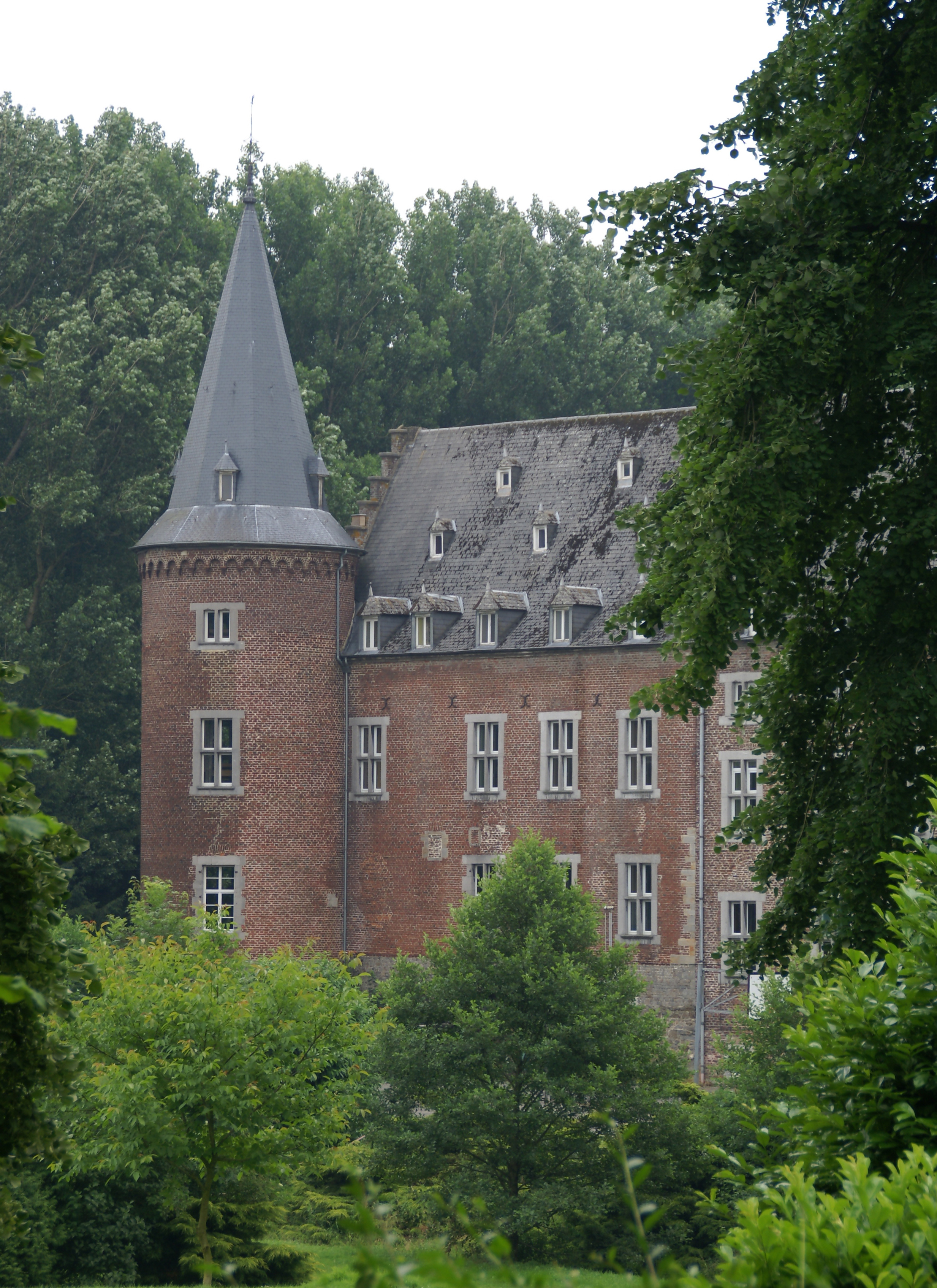
Het Kasteel van Obsinnich
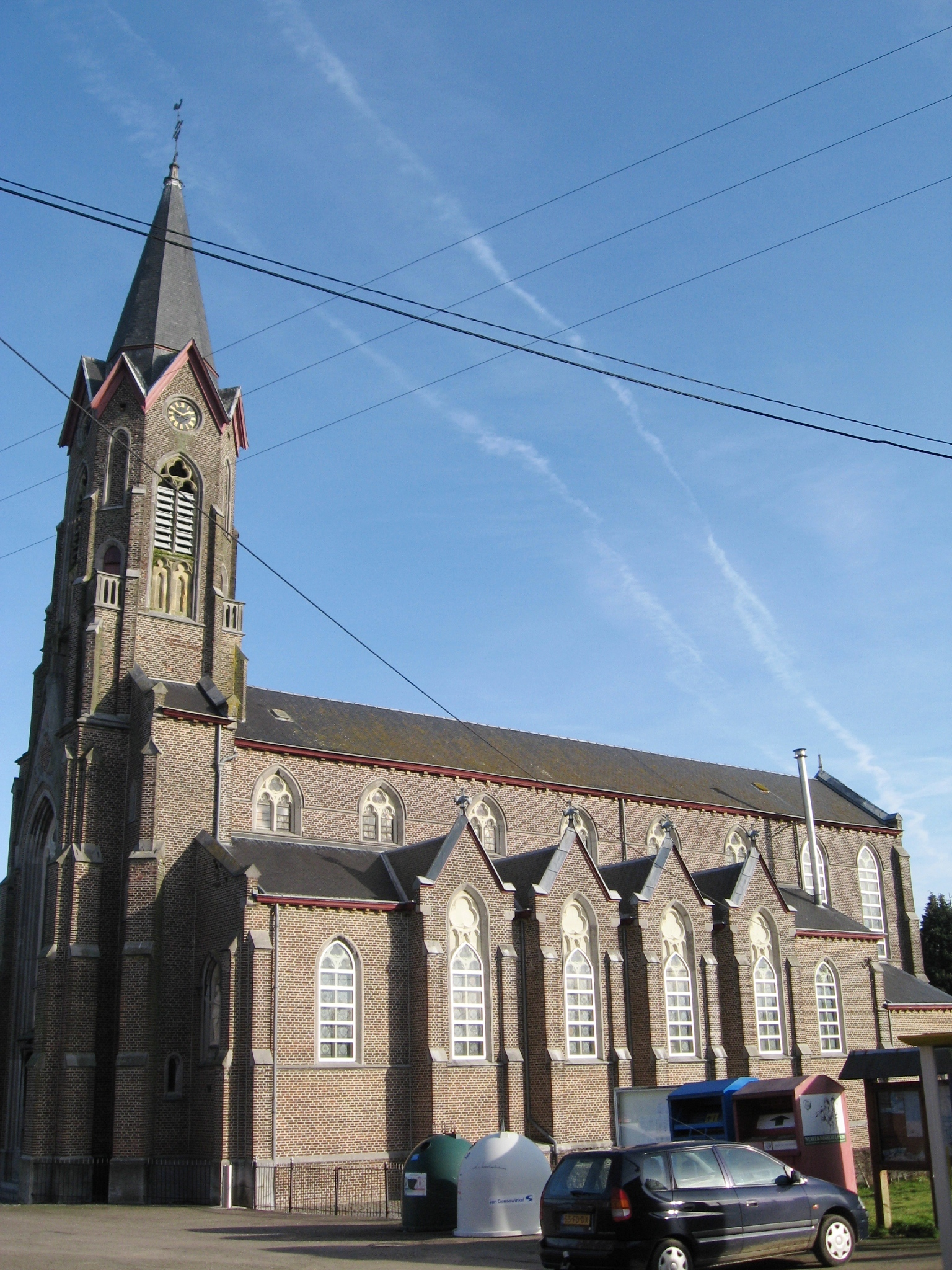
De Sint-Heribertuskerk

Deelgemeenten: 's-Gravenvoeren · Moelingen · Remersdaal · Sint-Martens-Voeren · Sint-Pieters-Voeren · Teuven

Overige kernen: Berg · Drink · Gieveld · Hagelstein · Ketten · Knap · Krindaal · Nurop · Obsinnich · Peerds · De Plank · Reesberg · Rullen · Schilberg · Schophem · Schoppemerheide · Sinnich · Snauwenberg · Stroevenbos · Swaan · Ulvend · Veld · Veurs

Belgische gemeenten · Arrondissement Tongeren · Limburg · Vlaanderen